# Березовське (Казахстан)
Бере́зовське (каз. Березовское) — село у складі Алтайського району Східноказахстанської області Казахстану. Входить до складу Алтайської міської адміністрації.
Населення — 367 осіб (2021; 509 у 2009, 476 у 1999, 487 у 1989).
Національний склад станом на 1989 рік:
- росіяни — 100 %